# Epiblastus schultzei
Epiblastus schultzei är en orkidéart som beskrevs av Rudolf Schlechter. Epiblastus schultzei ingår i släktet Epiblastus och familjen orkidéer. Inga underarter finns listade i Catalogue of Life.